# Anamastigona aspromontis
Anamastigona aspromontis är en mångfotingart som först beskrevs av Pius Strasser 1970.  Anamastigona aspromontis ingår i släktet Anamastigona och familjen Anthroleucosomatidae. Inga underarter finns listade i Catalogue of Life.